# Фредрополь (гмина)
Фредрополь (пол. Fredropol) — сельская гмина (волость) в Польше, входит как административная единица в Перемышльский повет, Подкарпатское воеводство. Население — 5410 человек (на 2004 год).

## Демография
| Перепись                       | Всего   | Всего | Женщины | Женщины | Мужчины | Мужчины |
| ------------------------------ | ------- | ----- | ------- | ------- | ------- | ------- |
| Единицы                        | человек | %     | человек | %       | человек | %       |
| Население                      | 5410    | 100   | 2703    | 50      | 2707    | 50      |
| Плотность населения (чел./км²) | 33,9    | 33,9  | 16,9    | 16,9    | 17      | 17      |

## Сельские округа
1. Аксманице
2. Даровице
3. Грушова
4. Конюша
5. Хувники
6. Кальваря-Пацлавска
7. Клоковице
8. Княжыце
9. Корманице
10. Фредрополь
11. Конюшки
12. Купятыче
13. Макова
14. Лещыны
15. Сопотник
16. Папортно
17. Млодовице
18. Нове-Сады
19. Новосюлки-Дыдыньске
20. Пацлав
21. Рыботыче
22. Борыславка
23. Копысно
24. Посада-Рыботыцка
25. Серакосьце
26. Сульца

## Соседние гмины
1. Гмина Бирча
2. Гмина Красичин
3. Гмина Пшемысль
4. Гмина Устшики-Дольне